# Malaucène
Malaucène este o comună în departamentul Vaucluse din sud-estul Franței. În 2009 avea o populație de 2.658 de locuitori.

## Evoluția populației
| An        | 1975  | 1982  | 1990  | 1999  | 2006  | 2009  |
| --------- | ----- | ----- | ----- | ----- | ----- | ----- |
| Populație | 1.955 | 2.096 | 2.172 | 2.538 | 2.691 | 2.658 |